# Julio Pérez (futebolista)
Julio Gervasio Pérez Guitiérrez (Montevidéu, 19 de junho de 1926 – Montevidéu, 22 de setembro de 2002) foi um futebolista uruguaio. Armador ou meia-direita de grande técnica, foi um destacado titular da Seleção Uruguaia de Futebol na Copa do Mundo FIFA de 1950, "multiplicando-se em campo" para ajudar na marcação.
Foi Pérez quem iniciou a jogada do gol do título de Alcides Ghiggia no Maracanaço, muito embora só tenha integrado os titulares no torneio em função da ausência de jogadores mais renomados em seu país, chegando a inclusive a se aliviar no próprio pé de um ataque de incontinência urinária enquanto estava perfilado em campo nas cerimônias pré-jogo.
Era apelidado de Pata Loca, embora em nada gostasse da alcunha. No Uruguai, foi grande ídolo no Nacional, sendo um "intruso" no quinteto ofensivo titular da seleção de 1950, onde os demais pertenciam ao Peñarol.

## Carreira em clubes

### Jogador de seleção nas divisões inferiores
Pérez começou em uma equipe chamada Edinson, da Liga Metropolitana de Montevidéu, passando em 1946 ao Racing local. O Racing sequer esteve na primeira divisão do campeonato uruguaio entre 1944 e 1956, mas Pérez pôde estrear pela seleção uruguaia já no início de 1947.
Em 1948, ele foi emprestado ao River Plate uruguaio, onde ficou até um mês antes da Copa do Mundo FIFA de 1950. O River havia sido terceiro colocado em 1948, atrás somente da dupla Nacional e Peñarol, e quarto em 1949, atrás também do Rampla Juniors.
Ele então pediu passe para o Nacional, embora curiosamente viesse de uma família torcedora do arquirrival, ainda que ele admirasse o ícone tricolor Aníbal Ciocca, conforme contou já no ano de 1994:
Era obrigado. Em minha casa, havia de tudo do Peñarol, almofadas, bandeiras, de tudo. Eu era muito torcedor de Ciocca e o defendia. Alguém disse a meu pai que eu estava gritando pelo Nacional e quando cheguei a minha casa quase me mata. Na minha casa havia que ser Peñarol e ponto. Quando tinha dezoito ou dezenove anos, me levaram a Las Acacias (estádio do Peñarol). Fui treinar e me levaram à sede, me disseram que iam me contratar. Quando comecei no Racing, disse que ia jogar no Nacional e ia ganhar do Peñarol e quase me matam

### Ídolo tardio no Nacional

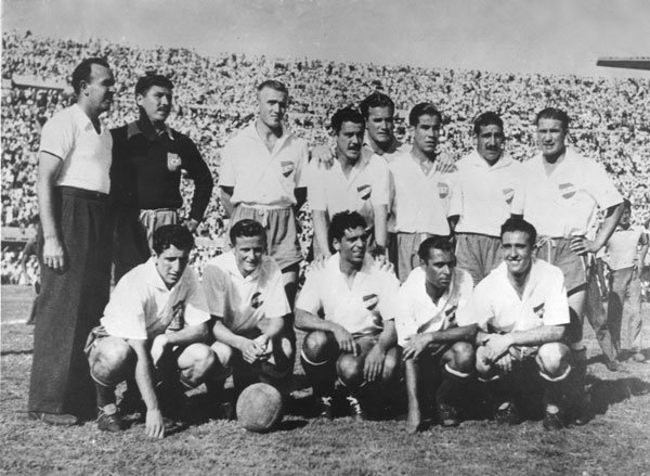
O Nacional campeão de 1952. Julio Pérez é o penúltimo jogador agachado.

Ao lado de Eusebio Tejera e Schubert Gambetta, Pérez foi um dos três jogadores do Nacional titulares no Maracanaço e justamente o único tricolor no quinteto ofensivo uruguaio no torneio, onde todos os demais titulares (Alcides Ghiggia, Oscar Míguez, Juan Alberto Schiaffino e Ernesto Vidal) eram do Peñarol, base da seleção campeã. Ainda assim, o campeão uruguaio de 1950 terminou sendo o Nacional.
Foi o primeiro título clubístico de Pérez, embora ironicamente ele e outros tricolores presentes na Copa do Mundo acabassem não sendo titulares na campanha doméstica. Pérez, por exemplo, perdeu a posição ainda ao fim do primeiro turno, com o argentino José Miseria García ocupando seu lugar e consagrando-se inclusive como o herói do clássico com o Peñarol decisivo para o título. Embora campeão do mundo, ele custou a conseguir um lugar no clube, sofrendo inicialmente com lesões e também com a concorrência em qualificado ataque a contar também com Javier Ambrois, Héctor Rial e Rinaldo Martino.
Pérez ganhou ainda os títulos de 1952, 1955 e 1956. Em 1952, disputou posição, curiosamente, com Gambetta. Ganhou a disputa e inclusive marcou um dos gols na vitória por 4-2 na final com o Peñarol, necessária para desempatar o campeonato e realizada já em fevereiro de 1953. A respeito do grande clássico uruguaio, declarou o seguinte em 1994:
Os clássicos são uma coisa muito diferente. Porque se joga em estádio cheio e porque é a salvação do ano de um jogador. O que perde dois clássicos no mesmo ano já se cataloga como perdedor, ao menos internamente. Dentro de um clássico não há amigos, tem que ir como se não conhecesse ninguém. Depois que agarrei a onda de como era a coisa, deixei de lado as amizades que tinha com alguns rapazes do Peñarol e lhes jogava com tudo. Uma vez, nós mandávamos a bola para a (arquibancada) Amsterdã e eu vinha correndo 60 metros, o paraguaio Romero não se abria, se pegava o beque deles que era Davoine e eu o critiquei. Então Davoine me insultou. Na primeira jogada lhe entrei à altura do joelho e Obdulio Varela me disse: 'você não podia fazer isso', o insultei de cima a baixo. Após essa partida estivemos três anos sem nos falar. Eu me transformava nos clássicos, porque no primeiro que joguei, como tinha os meniscos comprimidos e jogava com uma joelheira, todos os jogadores que podiam me davam na joelheira. A partir daí, não perdoei ninguém nos clássicos.
Em 1955, por sua vez, o meia-direita titular foi Guillermo Escalada. Pérez retomou a posição em 1956, jogando todas as partidas e inclusive sendo um dos artilheiros do elenco, ao lado de Javier Ambrois. Em 1957, Pérez foi emprestado ao futebol brasileiro para jogar no Internacional. Voltou ao Uruguai após um ano, defendendo clubes menores até encerrar em 1963 a carreira.

## Seleção
Pérez estreou pelo Uruguai em 29 de março de 1947, em 0-0 contra o Brasil em Montevidéu pela Copa Rio Branco. Na época, ainda era jogador do Racing de Montevidéu, que sequer estava na primeira divisão.
À altura da Copa do Mundo FIFA de 1950, Pérez era jogador do Nacional havia um mês, após solicitar passe perante o River Plate uruguaio. Só foi convocado porque Walter Gómez, do próprio Nacional, cumpria longa suspensão por indisciplina, que o faria transferir-se e ser ídolo no River Plate argentino; e porque a outra opção, o argentino Juan Hohberg, ainda não podia se naturalizar.
Hohberg integrava no Peñarol um quinteto ofensivo apelidado de "Esquadrilha da Morte", campeão em 1949 em campanha que fez com que três adversários deixassem o estádio durante o intervalo: Rampla Juniors, o Liverpool e o próprio Nacional, que abandonou a partida no intervalo após derrota parcial de 2-0 na qual tivera dois jogadores expulsos, no que ficou conhecido como Clásico de la Fuga. Os demais membros do quinteto foram todos titulares na campanha da Celeste: o ponta-direita Alcides Ghiggia, o centroavante Oscar Míguez, o meia-esquerda Juan Alberto Schiaffino e o ponta-esquerda Ernesto Vidal, outro a vir da Argentina, mas já naturalizado. Pérez foi o tricolor "intruso".
Pérez foi titular desde a estreia, na qual inclusive marcou um gol, o sétimo, aos 33 do segundo tempo, da maior goleada da Copa: 8-0 na Bolívia, no estádio Independência, em Belo Horizonte. Destacou-se na partida seguinte, já válida pelo quadrangular final, em duro empate em 2-2 com a Espanha no estádio do Pacaembu. A jogada mais repetida dos uruguaios consistia em Ghiggia recuar ao meio-campo para atrair a marcação enquanto Pérez fazia lançamentos pelas costas da defesa espanhola e assim os celestes abriram o placar, mas chegaram a sofrer a virada até empatarem nos últimos vinte minutos. A imprensa descreveu a atuação dos dois como "o arco e a flecha".
O jogo posterior também teve drama. Também no Pacaembu, foi contra a Suécia, que vencia de virada por 2-1. Nos quinze minutos finais, o Uruguai reverteu, virando para 3-2 graças a duas jogadas orquestradas por Pérez, de cujos pés saíram os passes que resultaram nos dois gols finais, ambos de Míguez. Ainda assim, no dia do Maracanaço Pérez foi o único uruguaio que parecia menos relaxado quando Uruguai e o anfitrião Brasil estavam perfilados nas cerimônias pré-jogo. Sofreu ataque de incontinência urinária e se aliviou no próprio pé.
No decorrer da partida, os meias uruguaios recuavam para reforçar a marcação, cabendo a Pérez se encarregar de Jair da Rosa Pinto. A tática surtiu efeito, dando pouco espaço para as manobras brasileiras, capazes de impor nos jogos anteriores goleadas sobre suecos e espanhóis. Já no segundo tempo, destacou-se sobretudo por iniciar a jogada do gol do título: aos 34 minutos, livrou-se de Jair e partiu rumo à lateral-direita. Tocou para Ghiggia, que devolveu-lhe de primeira e saiu correndo, recebendo nas costas de Bigode o novo passe de Pérez. Ghiggia então encerrou individualmente a célebre jogada que imortalizou-lhe, carregando a bola até surpreender Barbosa com um chute ao invés de passar a bola ao meio para Schiaffino - como havia feito no lance do gol do empate.
A atuação de Pérez chegou a ser enaltecida pelo colega Gambetta nos vestiários do Nacional, onde os campeões mundiais costumavam ser cercados pelos demais companheiros curiosos com a conquista, embora o próprio Pérez, em outro canto do vestiário, não tenha escutado, só tomando ciência vinte anos depois graças e um colega:
Ganhou este cara (apontando para Pérez). Havia um são e 21 loucos, e este enlouqueceu os 21. Tinhas a bola e Julio Pérez estava à sua frente; tinham eles, ias marcar e Julio Pérez estava atrás de ti; se a davam ao ponta e ias marca-lo, já estava Julio Pérez ao lado marcando esse ponta; e não sei como fazia.
Similarmente, Enzo Francescoli desmistificou que o título se devesse somente à garra uruguaia: "O Uruguai não ganhou no Maracanã por garra, ganhou porque jogava muito bem. Ghiggia, Schiaffino e Julio Pérez desequilibravam".
Pérez também foi convocado à Copa do Mundo FIFA de 1954, mas não atuou nenhuma partida, com o meia-direita titular sendo Javier Ambrois. Foi titular na Copa América de 1955, marcando um gol, o quarto do Uruguai na vitória de 5-1 sobre o Equador. A Celeste ficou apenas em quarto.
Aquela foi a única Copa América que participou; no período em que defendeu o Uruguai, entre 1947 e 1956, não foi chamado para as edições de 1947, 1949 (em que a seleção foi representada por um time juvenil em face de longa greve dos jogadores profissionais), 1953 e 1956. Sua última partida deu-se em 14 de novembro de 1956, já após a Copa América. Naquele dia, o Uruguai empatou em 2-2 com a Argentina em Buenos Aires. Julio Pérez passou no ano seguinte ao Internacional, e na época jogar fora do país impedia que fosse convocado, política que só seria alterada já na década de 1970.

## Após parar de jogar
Após parar de jogar, chegou a radicar-se com uma rica esposa na cidade argentina de Córdoba, onde dedicou-se aos negócios familiares entre imóveis e gado. Tais atividades impediam que se dedicasse em tempo integral ao futebol, fazendo com que sempre recusasse treinar times adultos, apenas juvenis.
Julio Pérez faleceu em 22 de setembro de 2002, aos 76 anos. Pouco tempo depois, no mês de novembro, outros dois campeões do Maracanaço também faleceram: Eusebio Tejera, também do Nacional, e Juan Alberto Schiaffino, do Peñarol. Assim, o clássico Nacional vs. Peñarol realizado em 24 de novembro teve um minuto de silêncio dedicado aos três, com as duas torcidas rivais se unindo nos aplausos.

## Títulos
- Campeonato Uruguaio: 1950, 1952, 1955 e 1956[1]
- Copa do Mundo FIFA: 1950[3][1]